# Maja Sokač
Maja Sokač (* 31. Mai 1982 in Split, geborene Maja Zebić) ist eine ehemalige kroatische Handballspielerin.

## Karriere
Sokač spielte anfangs in Sinj Handball. Ab 1996 lief sie für Split Kaltenberg auf. Nachdem die Außenspielerin ab dem Sommer 2004 bei ŽRK Lokomotiva Zagreb unter Vertrag stand, schloss sie sich im Februar 2005 dem Ligarivalen ŽRK Podravka Vegeta an. Für Podravka Vegeta spielte Sokač insgesamt sieben Spielzeiten, in denen sie in jeder Spielzeit das nationale Double errang. Weiterhin gewann sie 2008/09 die Women’s Regional Handball League. In der Saison 2011/12 stand Sokač beim spanischen Verein SD Itxako und 2012/13 beim serbischen Erstligisten RK Zaječar, mit dem sie die Meisterschaft und den Pokal gewann, unter Vertrag. Im Sommer 2013 unterschrieb sie einen Vertrag beim mazedonischen Verein ŽRK Vardar SCBT. Mit ŽRK Vardar SCBT gewann sie 2014, 2015 und 2016 die mazedonische Meisterschaft sowie 2014, 2015 und 2016 den mazedonischen Pokal. Zur Saison 2016/17 wechselte sie zum türkischen Erstligisten Ankara Yenimahalle BSK. Im März 2018 brachte sie eine Tochter zur Welt.
Sokač bestritt 159 Länderspiele für die kroatische Nationalmannschaft, in denen sie 428 Treffer erzielte. Im Sommer 2012 nahm sie an den Olympischen Spielen in London teil.
Sokač ist seit April 2021 bei ŽRK Podravka Vegeta als Organisatorin der Handballschule tätig.